# Mihalis Yannakakis
Mihalis Yannakakis (em grego:  Μιχάλης Γιαννακάκης Michalis Giannakakis; Atenas, 13 de setembro de 1953) é um informático grego.

## Formação e carreira
Yannakakis obteve em 1975 o diploma em engenharia elétrica na Universidade Politécnica Nacional de Atenas. Obteve um doutorado em 1979 na Universidade de Princeton, orientado por Jeffrey Ullman. A partir de 1978 esteve no Bell Labs, onde foi a partir de 1991 diretor do Computing Principles Research Department. A partir de 2001 esteve na mesma função no Avaya Laboratories em Basking Ridge, Nova Jérsei. Em 2002 foi professor de informática na Universidade Stanford e a partir de 2004 na Universidade Columbia.
Em 1997 foi fellow do Bell Labs. Em 2005 recebeu o Prêmio Knuth e em 2020 o Prêmio EATCS. É desde 1998 fellow da Association for Computing Machinery (ACM). Em 2013 foi eleito membro estrangeiro da Academia Europaea, e em 2018 da Academia Nacional de Ciências dos Estados Unidos. De 1992 a 2003 foi co-editor e a partir de 1998 editor principal do SIAM Journal of Computing. Além disso foi de 1986 a 2000 co-editor do Journal of the ACM sendo desde 1997 co-editor do Journal of Combinatorial Optimization e desde 2004 do Journal of Complexity.
Em 2020 foi eleito membro da Academia de Artes e Ciências dos Estados Unidos.